# Loxosceles anomala
Loxosceles anomala là một loài nhện trong họ Sicariidae.
Loài này thuộc chi Loxosceles. Loxosceles anomala được miêu tả năm 1917 bởi Cândido Firmino de Mello-Leitão.